# Аляскинский заяц
Аляскинский заяц (лат. Lepus othus) — заяц, обитающий на западе полуострова Аляска.

## Описание
Аляскинский заяц — это самый крупный вид зайцев в Северной Америке, он достигает длины от 50 до 70 см, длина его хвоста составляет примерно 8 см. Задние ноги очень длинные — примерно 20 см, что создаёт возможность поступательного движения на снегу. Половой диморфизм не выражен. Окраска тела имеет сезонный диморфизм: летом шерсть животных имеет серо-бурый окрас и белый подшёрсток, а зимой шерсть становится полностью белой. Единственное исключение представляют чёрные макушки ушей, не меняющие в течение года свой цвет. Детёныши появляются на свет летом, их шерсть немного темнее чем у взрослых животных.
Голова животных крепко сложена, а верхние резцы очень сильно согнуты. В отличие от других видов у аляскинского зайца уши относительно короткие, чтобы гарантировать по возможности малую потерю тепла. Когти короткие, приспособлены для копания в снегу.

## Распространение
Область распространения аляскинского зайца ограничена западом и юго-западом Аляски (США). При этом вид обитает на высоте до 660 м над уровнем моря. Популяции, обитающие на Чукотском полуострове России, по результатам молекулярно-биологического исследования ближе зайцу-беляку (Lepus timidus).
Места обитания аляскинского зайца представляют собой каменистые откосы и открытую тундру.

## Образ жизни
Животные активны в поисках корма в вечерние и утренние часы. Они ведут одиночный образ жизни, за исключением периода размножения.

## Питание
Аляскинские зайцы питаются как и другие зайцы арктических регионов деревянистыми и зелёными частями карликовых ив, травой, осокой и другими растениями тундры. При этом они питаются ветками, побегами, корой, а также корнями растений. Кроме того, они кормятся ягодами и цветами.

## Размножение
Период размножения аляскинских зайцев проходит с апреля по май. В это время они образуют группы до 20-и особей и больше. Период беременности составляет примерно 46 дней. Самки рожают в отличие от других видов зайцев только раз в год, летом с июня по июль. При этом в помёте обычно бывает от 4-х до 8-и, в среднем от 5-и до 6-и детёнышей. Они появляются на свет в открытых гнёздах, расположенных на земле, полностью опушённые и с открытыми глазами, активными сразу после рождения.